# Schmalspurbahn Trenčianska Teplá–Trenčianske Teplice
Koordinaten: 48° 54′ 34″ N, 18° 10′ 7″ O
| |                                                                    |                                            |                              |
| Streckenlänge: | 5,427 km                                                           |                                            |                              |
| Spurweite: | 760 mm (Bosnische Spur)                                            |                                            |                              |
| Stromsystem: | 1909–1942: 750 Volt = 1942–1984: 950 Volt = 1984–heute: 600 Volt = |                                            |                              |
| Streckengeschwindigkeit: | 30 km/h                                                            |                                            |                              |
| |                                                                    |                                            |                              |
| \| \| \| Übergang zur Bahnstrecke Bratislava–Žilina \| \| \| \| 0,000 \| Trenčianska Teplá \| Trenčianska Teplá \| \| \| 0,530 \| Trenčianska Teplá obec \| Trenčianska Teplá obec \| \| \| 1,592 \| Trenčianska Teplá zastávka \| Trenčianska Teplá zastávka \| \| \| 3,060 \| Kaňová (ehem. Ausweiche) \| Kaňová (ehem. Ausweiche) \| \| \| 4,283 \| Trenčianske Teplice sídlisko \| Trenčianske Teplice sídlisko \| \| \| 4,837 \| Trenčianske Teplice zastávka \| Trenčianske Teplice zastávka \| \| \| 5,427 \| Trenčianske Teplice \| Trenčianske Teplice \| \| \| \| Trenčianske Teplice kúpele \| \| |                                                                    |                                            |                              |
| |                                                                    | Übergang zur Bahnstrecke Bratislava–Žilina |                              |
| Kopfbahnhof Streckenanfang | 0,000                                                              | Trenčianska Teplá                          | Trenčianska Teplá            |
| Haltepunkt / Haltestelle | 0,530                                                              | Trenčianska Teplá obec                     | Trenčianska Teplá obec       |
| Haltepunkt / Haltestelle | 1,592                                                              | Trenčianska Teplá zastávka                 | Trenčianska Teplá zastávka   |
| Haltepunkt / Haltestelle | 3,060                                                              | Kaňová (ehem. Ausweiche)                   | Kaňová (ehem. Ausweiche)     |
| Haltepunkt / Haltestelle | 4,283                                                              | Trenčianske Teplice sídlisko               | Trenčianske Teplice sídlisko |
| Haltepunkt / Haltestelle | 4,837                                                              | Trenčianske Teplice zastávka               | Trenčianske Teplice zastávka |
| Kopfbahnhof Strecke ab hier außer Betrieb | 5,427                                                              | Trenčianske Teplice                        | Trenčianske Teplice          |
| Haltepunkt / Haltestelle Streckenende (Strecke außer Betrieb) |                                                                    | Trenčianske Teplice kúpele                 | Trenčianske Teplice kúpele   |

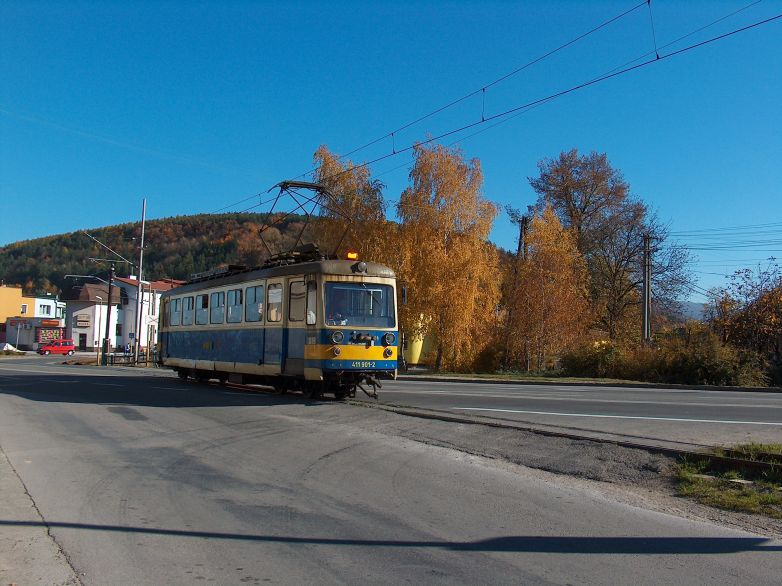
Ortsdurchfahrt über die Hauptstraße in Trenčianska Teplá.

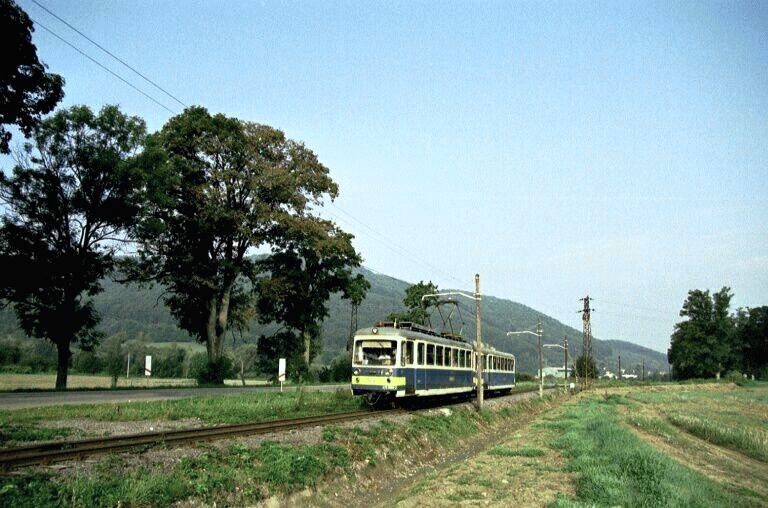
Zug beim ehemaligen Kreuzungsbahnhof Výhybňa Kaňová, 2008.

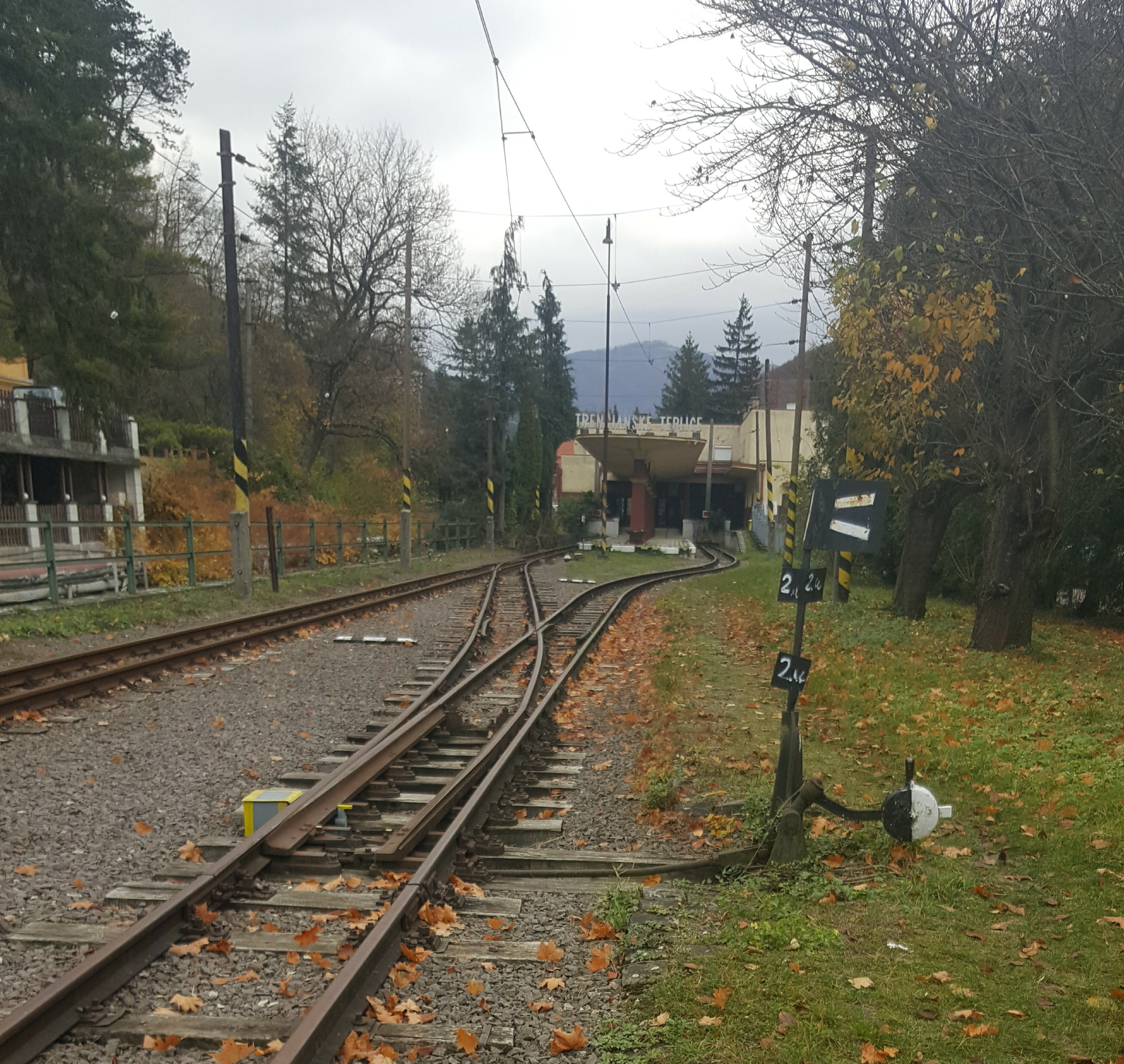
Bahnhof Trenčianske Teplice.

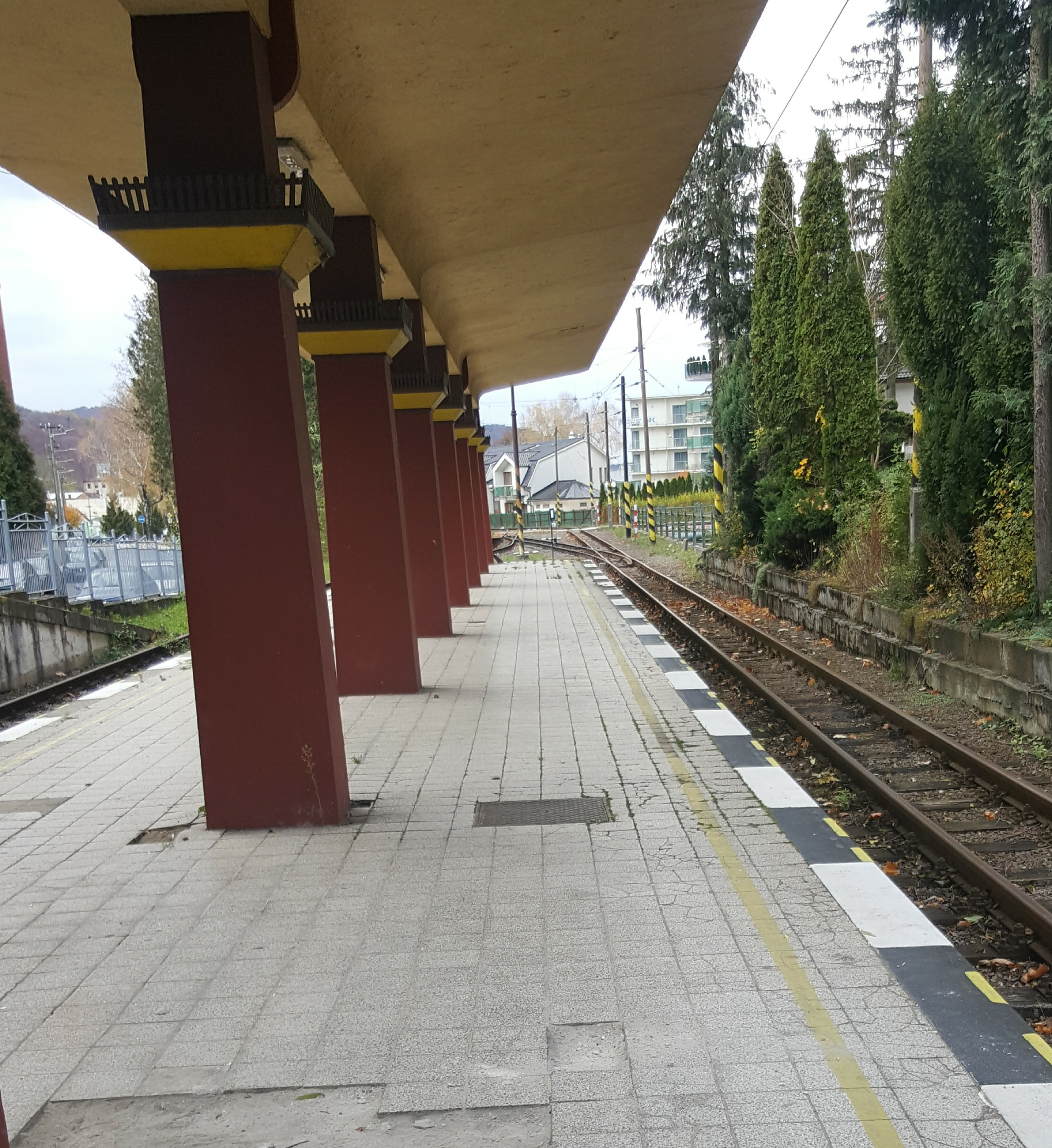
Bahnsteig des Bahnhofes Trenčianske Teplice, 2016.

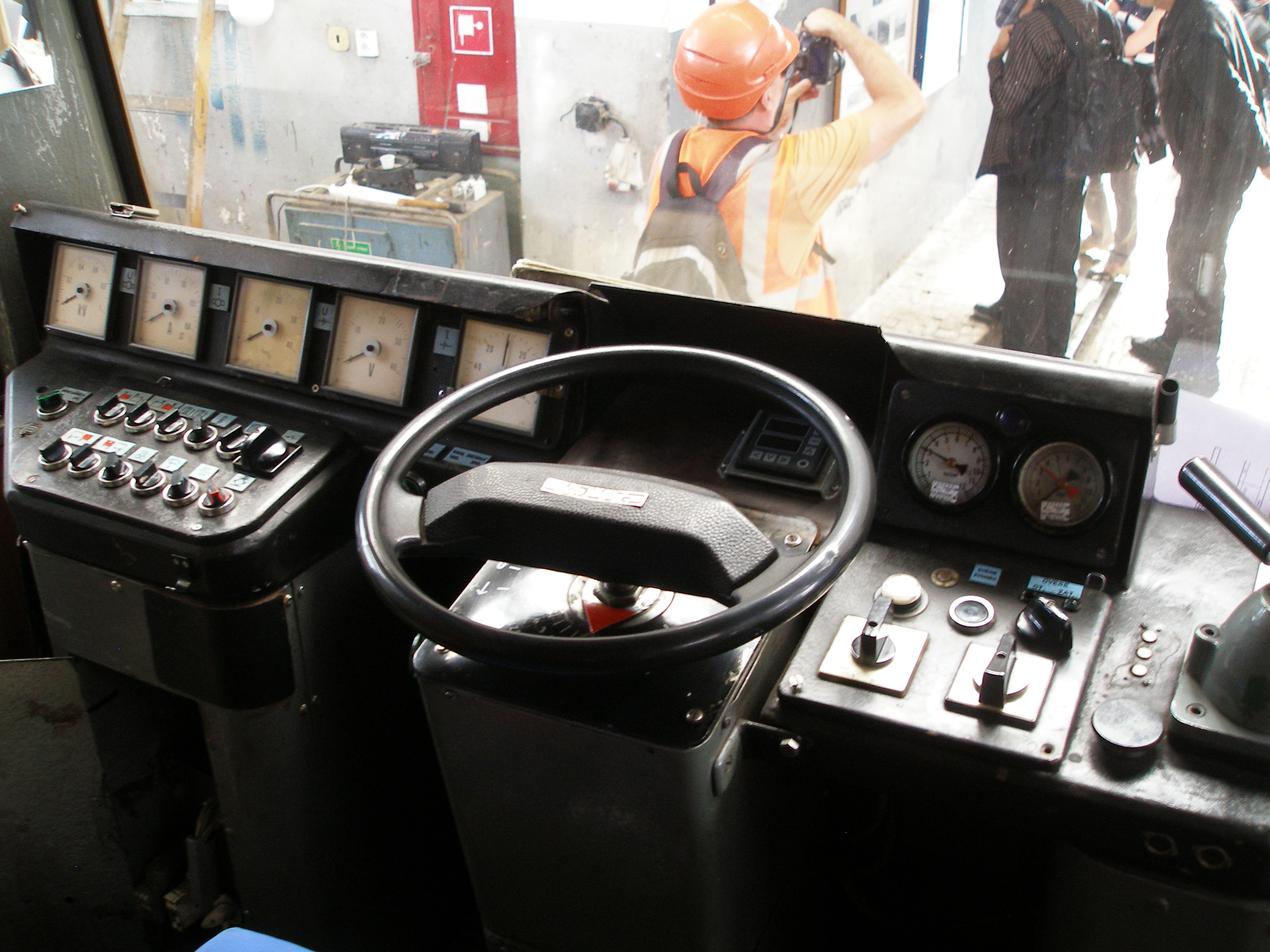
Führerraum.

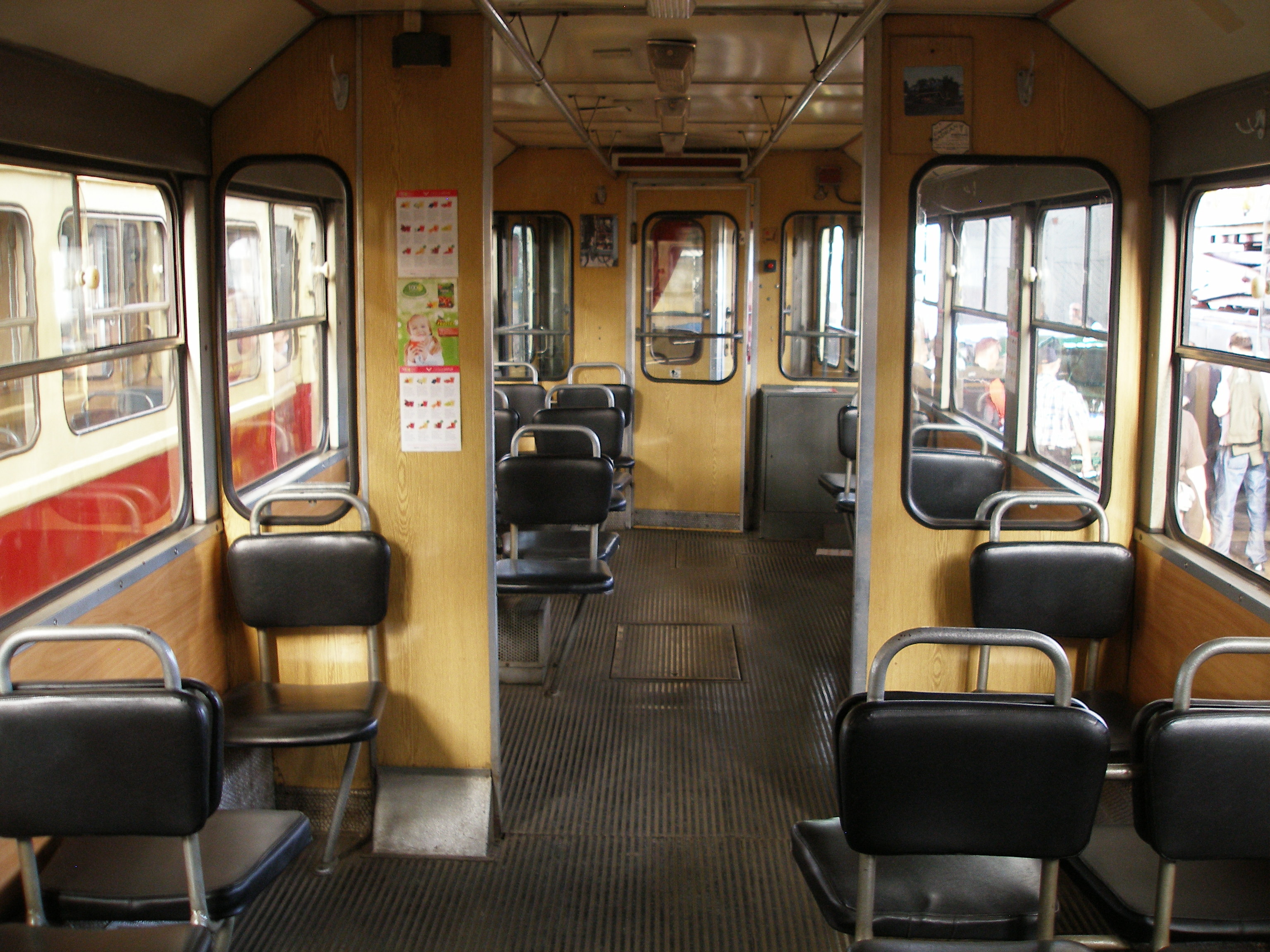
Innenansicht.

Die Schmalspurbahn Trenčianska Teplá–Trenčianske Teplice (slowakisch Trenčianska Elektrická Železnica, kurz auch TREŽ genannt) ist eine elektrisch betriebene schmalspurige Nebenbahn in der Slowakei. Sie zweigt in Trenčianska Teplá von der Bahnstrecke Bratislava–Žilina ab und führt im Tal der Teplička zum Kurort Trenčianske Teplice.

## Geschichte
Der Zweck für den Bau der Bahn war vor allem die Beförderung von Kurgästen zwischen dem 1883 eröffneten Bahnhof Trenčianska Teplá der Bahnstrecke Bratislava–Žilina und dem Kurort Trenčianske Teplice. Bereits 1886 bestanden die ersten konkreten Pläne für den Bau der Bahn. 1907 erhielt die Gemeinde Trenčianske Teplice ein Angebot von Ing. Edmund Bleier aus Trenčín, auf der genannten Strecke eine elektrische Eisenbahn mit 760 mm Spurweite für den relativ günstigen Preis von 44.000 Kronen zu erbauen. Der Bau der Eisenbahn begann Anfang 1908; das Eröffnungsdatum der Strecke ist unterschiedlich datiert. Die Aktiengesellschaft gab als Datum den 27. Juni 1909 an, die Gemeinde den 27. Juli 1909. Die Trenčíner Zeitung informierte, dass der planmäßige Verkehr am 27. Juni 1909 um 9 Uhr morgens begann.
Heute erfolgt der Personenverkehr mit Triebwagen der Baureihe 411.9 (ehemals ČSD-Baureihe EM 46.1), welche in den 1950er Jahren gebaut und in den 1980er Jahren modernisiert wurden. An Werktagen hängt als Verstärkung auch ein Steuerwagen  an den Triebwagen. Diese Steuerwagen wurden 2008 beziehungsweise 2010 von der ŽSR verkauft. Derzeit verkehren auf der Strecke täglich etwa zehn Zugpaare. Die Fahrzeit beträgt etwa 15 Minuten, die zulässige Höchstgeschwindigkeit sind 30 km/h.
Die Strecke wird im vereinfachten Betrieb (ähnlich dem Zugleitbetrieb) geführt. Es gibt auf der Strecke keine Kreuzungsmöglichkeiten mehr und die beiden Endbahnhöfe der Schmalspurbahn sind auch nicht mit Fahrdienstleitern besetzt. Auf der Hälfte der Strecke gab es ehemals die Ausweiche mit Haltepunkt Výhybňa Kaňová (výhybňa bedeutet „Ausweichstelle“), welche durch Fahrplananpassungen ab 1981 nicht mehr benötigt und 1995 zurückgebaut wurde. Am 25. Juli 2007 fand jedoch die Wiedereröffnung des Haltepunktes als Bedarfshalt an selbiger Stelle statt.
Die gesamte Strecke ist zum technischen Denkmal ernannt worden, wobei es noch in den 1990er Jahren nicht besonders gut um die Bahn stand. Stilllegungsüberlegungen bestanden, da die Strecke stark sanierungsbedürftig war. Langsamfahrstellen von 5 km/h und eine Reisezeit von bis zu 30 Minuten wiesen auf die desolate Betriebssituation hin. Zwischen den Jahren 2000 und 2001 wurde in Etappen auf der gesamten Strecke Baufreiheit geschaffen und mit Hilfe von slowakischen Soldaten die Gleise neu verlegt. In dieser Zeit wurde entsprechend ein Schienenersatzverkehr durchgeführt, bei welchem sich die Notwendigkeit der Bahn zeigte, da bei jeder Fahrt zwei Omnibusse eingesetzt werden mussten, um das Fahrgastaufkommen zu bewältigen. Auf der Bahn findet heute ausschließlich Personenverkehr statt, der in früherer Zeit ebenfalls stattfindende Güterverkehr ist eingestellt.
Seit dem Fahrplanjahr 2004/2005 verkehren die Züge auf der Strecke „schaffnerlos“; der Triebwagenführer verkauft seither die Fahrkarten an den unbesetzten Halten. Die Slowakische Eisenbahn (ŽSR) wollte den Betrieb der Schmalspurbahn zum 1. Oktober 2006 vorläufig einstellen, da wiederholt Sanierungsmaßnahmen anstanden, darunter zum Beispiel die Sanierung der Fahrzeughalle. Seit dem Jahr 2007 verfügen die Triebwagen über ein mehrsprachiges Fahrgastinformationssystem. Im Jahre 2008 erhielt ein Triebwagen eine rot-beige Lackierung, welche jedoch nicht das Farbschema aus den 1990er Jahren widerspiegelt. Die anderen beiden Fahrzeuge sind blau-beige beziehungsweise blau-weiß lackiert. Bereits zum 1. Mai 2011 sollte der reguläre Reisezugverkehr auf der Strecke eingestellt werden. Die Einstellung erfolgte aber erst zum 9. Dezember 2011. Seither wird auf der Strecke von der Non-Profit-Organisation TREŽ saisonaler Verkehr durchgeführt.

## Strecke
Die im Eröffnungsjahr für die gesamte Strecke der elektrisch betriebenen Schmalspurbahn festgelegte Spurweite von 760 mm (Bosnische Spurweite) wird bis heute beibehalten. Die Bahn fährt am Staatsbahnhof Trenčianska Teplá an einem eigenen Bahnsteig am Bahnhofsvorplatz ab. Bei der Ortsdurchfahrt werden die beiden Haltepunkte Trenčianska Teplá obec und Trenčianska Teplá zastávka bedient. Anschließend führt die Strecke durch die ländliche Umgebung über den Haltepunkt Kaňová zum Kurort Trenčianske Teplice. Der dortige Endbahnhof besitzt zwei Bahnsteiggleise sowie weitere Möglichkeiten zum Rangieren von Fahrzeugen. Bis Mitte 2007 existierte eine Fahrkartenausgabe; die Empfangshalle ist heute nicht mehr öffentlich zugänglich. Am Ausziehgleis des Endbahnhofes gab es ehemals einen weiteren Bahnsteig, welcher Trenčianske Teplice kúpele bezeichnet wurde. Im Ort gibt es zudem die Haltepunkte Trenčianske Teplice zastávka und Trenčianske Teplice sídlisko. Die Betriebswerkstatt der Bahn liegt neben dem Staatsbahngelände in Trenčianska Teplá und besteht aus einer mehrständigen Halle. Hier sind die Trieb- und Steuerwagen hinterstellt.

## Fahrzeugpark
| Bild | Typ                     | Name           | Baujahr | Besonderheiten                                           |
| ---- | ----------------------- | -------------- | ------- | -------------------------------------------------------- |
|      | ZSSK-Baureihe 411.901-2 | „Capko“        | 1951    | Modernisiert 1989                                        |
|      | ZSSK-Baureihe 411.902-0 | „Delimonka“    | 1951    | Modernisiert 1988                                        |
|      | ZSSK-Baureihe 411.903-8 | „Philadelphia“ | 1951    | Modernisiert 1987                                        |
|      | ZSSK-Baureihe DH 100    | „Lokomotíva“   | 1989    |                                                          |
|      | ZSSK-Baureihe 911.901-7 | „Jednotka“     | 1954    | Modernisiert 1989; seit dem 29. April 2008 außer Betrieb |
|      | ZSSK-Baureihe 911.902-5 | „Dvojka“       | 1954    | Modernisiert 1989; seit dem 27. Mai 2010 außer Betrieb   |